# Чакор
Чакор е планински проход в едноименния масив от Проклетия, както и вододел между Дрина (чрез Лим) и Дрим (чрез Печка Бистрица).
През прохода Чакор минава най-прекият път между Косово и Черна гора. Проходът се издига на 1849 м надморска височина, а масивът достига 2058 м.
Автомобилният път през Чакор е открит тържествено на 17 септември 1925 г. от краля на сърби, хървати и словенци Александър I Караджорджевич. Той тръгва от Печ (Косово), преминава на запад през красивата Руговска клисура, за да достигне прохода, след което се спуска на запад към Полимието през Велика до Мурино на река Лим. През Средновековието същото това трасе е използвано за кервански път.
В генералния икономически план за развитие на Черна гора до 2020 година е предвидено като първокласно пътно отклонение от бъдещата черногорска автомагистрала А1 (Бар – Подгорица – Боляре) да се изгради първокласен път Андриевица – Чакор, който да се свърже през Руговската клисура с Печ. Планирано е също изграждане на тунел с дължина 4 км под най-високата част на прохода, която е на границата между Косово и Черна гора.